# Littoridinops
Littoridinops là một chi ốc nước ngọt rất nhỏ, động vật thân mềm chân bụng trong họ Hydrobiidae.

## Các loài
Các loài trong chi Littoridinops gồm có:
- Littoridinops monroensis (Frauenfeld, 1863)[2]
- Littoridinops palustris F. G. Thompson, 1968[3]
- Littoridinops tenuipes (Couper, 1844)[4]